# 니노 피사노

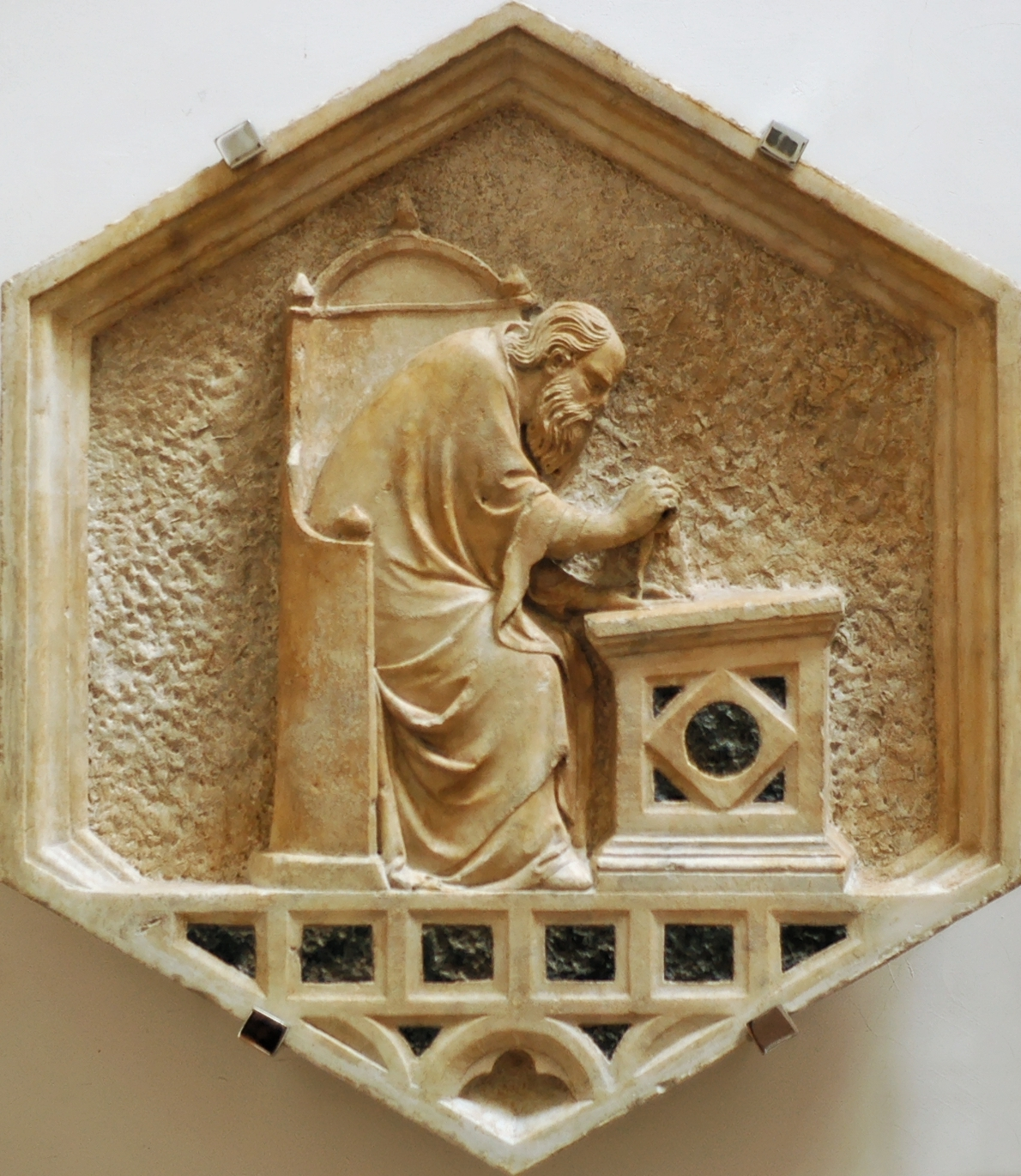
피렌체 두오모 오페라 박물관에 소장된 조토의 종탑 패널 중 《유클리드》

니노 피사노(이탈리아어: Nino Pisano, fl.1349년~1368년)는 이탈리아의 조각가로, 조각가 안드레아 피사노의 아들이다.
그는 아버지와 함께 베네치아의 산 자니폴로 성당과 피사의 산타 카테리나 성당의 조각품을 제작했으며, 산타 마리아 델 피오레 종탑의 일부 패널도 제작했다. 1349년에는 오르비에토 대성당 공사에서 아버지의 뒤를 이어 작업을 맡았다.

그가 단독으로 제작한 작품에는 피렌체 산타 마리아 노벨라 성당의 《아기 예수를 안은 성모》, 오리스타노 대성당의 《성 주교상》, 현재 피사 대성당 박물관에 있는 《셰를라티 주교 기념비》 등이 있다. 그에게 귀속된 다른 작품으로는 산타 마리아 델라 스피나 성당의 《장미의 성모》, 트라파니의 산타 마리아 안눈치아타 대성당에 있는 《아기 예수를 안은 성모》, 피사의 성 마태오 국립박물관에 있는 《젖 먹이는 성모》가 있다. 산타 카테리나 성당에 있던 《수태고지》는 현재 워싱턴 D.C.의 국립미술관에 소장되어 있다.

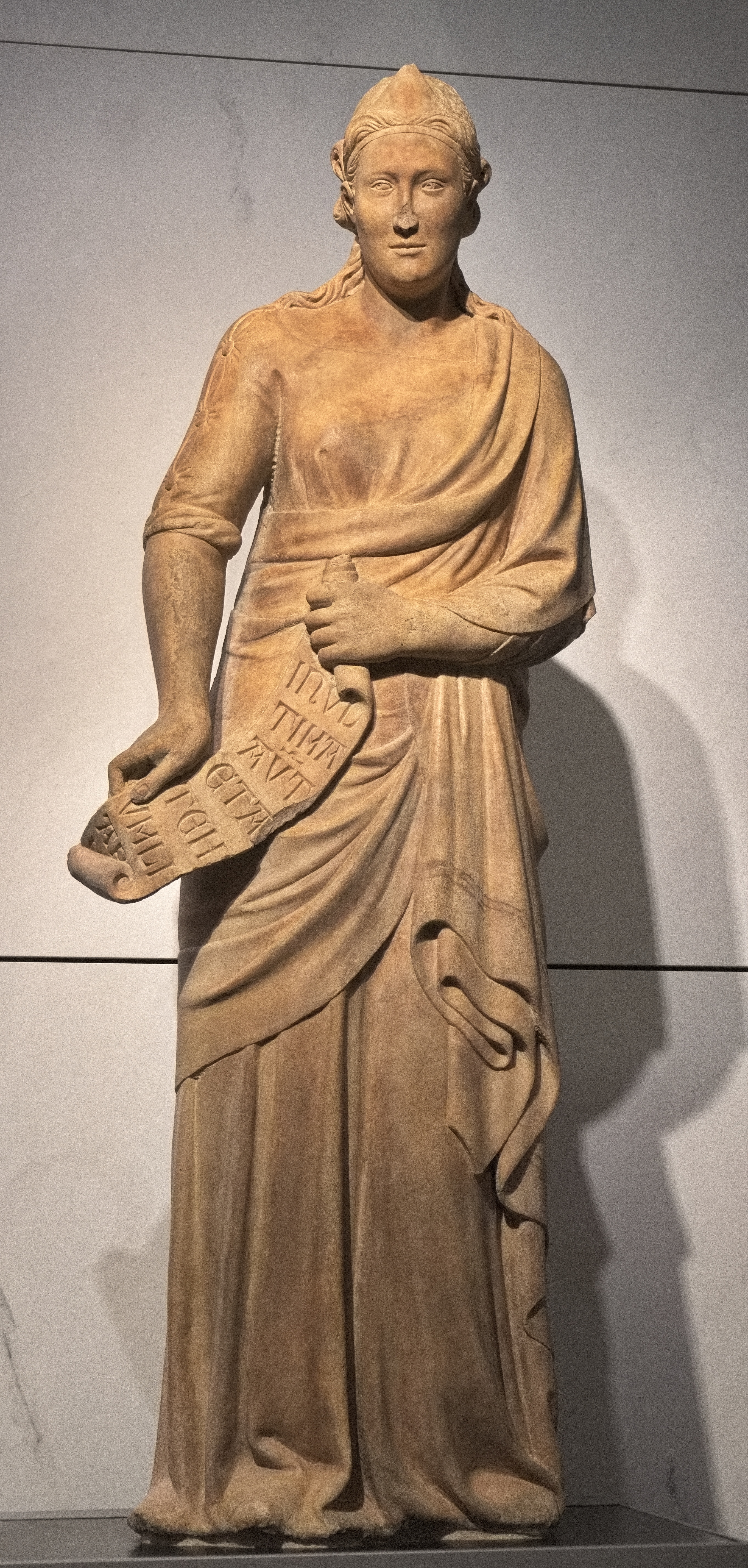
《시빌라 에리트레아》(1337~1341), 피렌체 두오모 오페라 박물관
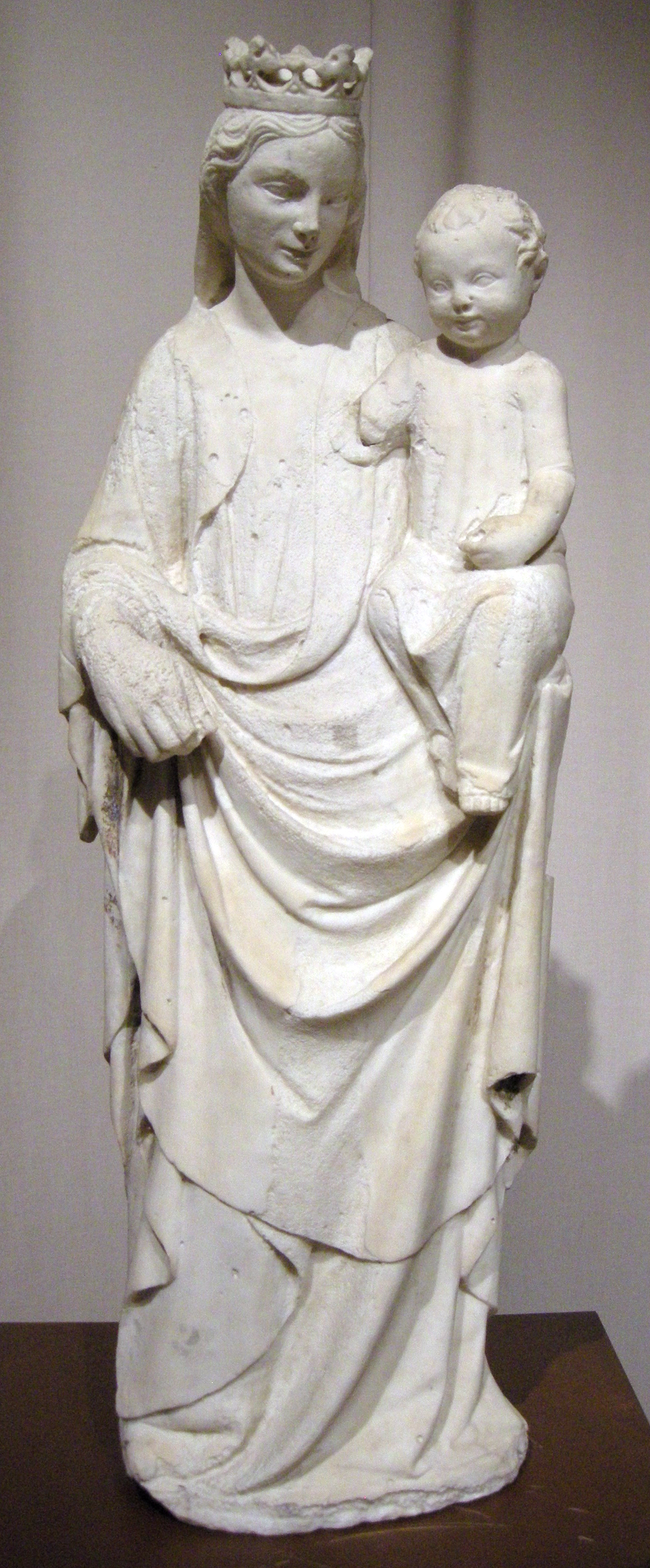
산타 마리아 델라 스피나 성당 서측 파사드에 있었던 《천사 둘과 함께한 성모자》(약 1360~1370), 현재 성 마태오 박물관 소장